# Верхняя Саниба
Верхняя Саниба (осет. Уæллаг Саниба) — село в Пригородном районе Республики Северная Осетия — Алания.
Административный центр муниципального образования «Верхнесанибанское сельское поселение».

## География
Село расположено на левом берегу реки Гизельдон примерно в 8 км к западу от Владикавказа. Ближайшие населённые пункты — сёла Нижняя Саниба и Гизель.

## Население
| 2002  | 2010  | 2011  | 2012  | 2013  | 2014  | 2015  |
| ----- | ----- | ----- | ----- | ----- | ----- | ----- |
| 1566  | ↗1806 | ↘1801 | ↗1823 | ↗1833 | ↗1853 | ↗1883 |
| 2016  | 2017  | 2018  | 2019  | 2020  | 2021  | 2023  |
| ↗1900 | ↗1908 | ↗1925 | ↗1940 | ↘1936 | ↘1531 | ↘1523 |
| 2024  | 2025  |       |       |       |       |       |
| ↘1519 | ↗1523 |       |       |       |       |       |

## Инфраструктура
- Дом культуры
- Фельдшерско-акушерский пункт
- Средняя общеобразовательная школа
- Дом охотника
- Гостиница «Saniba Family Resort»
- Пункт выдачи «Ozon»

## Известные уроженцы
- Мисиков Махарбек Михайлович (1918–1989) — Старший сержант гвардии, прошёл всю войну. Награждён орденом «Красной звезды» и медалью «За отвагу».
- Кокойты Алан Муртазович (1988) — Паралимпиец , чемпион Европы по лёгкой атлетике.

## Улицы
- Губа Губиева
- Датиевой
- Комсомольская
- Плиева
- Царахова
- Братьев Дзаховых

## Религия
- Часовня в честь иконы Божией Матери «Живоносный источник» в 2006 году построена семьей Засеевых [19]